# 開戦事由
開戦事由（かいせんじゆう）とは、戦争行動の正当化の理由を意味する国際法上の用語。

## 由来
由来はラテン語の casus belli であり、casus は「出来事」、belli は「戦争の」という意味である。

## 区別
この言葉は普通、条約該当事由とは区別される。
開戦事由は相手国に対しての直接的な攻撃、または脅迫を行うときに用いられるが、条約該当事由は同盟国（集団安全保障または集団的自衛権条約に加盟している国）への攻撃、または脅迫に対する報復措置を行うときに用いられる
。

## 用法
この用語は17、18世紀の政治論の勃興期にグロティウス、ビュルラマキや他の人物によって書かれた開戦法規 (jus ad bellum) に関する本によって一般的となった 。
政府が形の上で戦争を行うことになった理由を作り出して、戦争を行うことこそが最後の手段 (ultima ratio) であり、実際にそうする「正当な理由」を有していると主張するという、「正当な理由」という狭義を超えて、国家が紛争を起こしたい広義な解釈をされる事もある。
また、正式に宣戦布告していない時の状況を後に記述する際に、その語が広く使われる前の出来事であっても遡及して使われる。

## 合法
現在、国際法で合法とされている開戦事由は正当な自衛行為、相互安全保障条約を結ぶ国の防衛、国際連合憲章第7章第42条による軍事的制裁の3つである。